# Régis Neyret
Pour les articles homonymes, voir Neyret.
Régis Neyret, né le 4 avril 1927 aux Éparres (Isère) et mort le 13 septembre 2019 à Lyon,, est un journaliste français, directeur de la revue culturelle Résonances lyonnaises d’octobre 1953 jusqu'à sa vente en 1980.

## Biographie

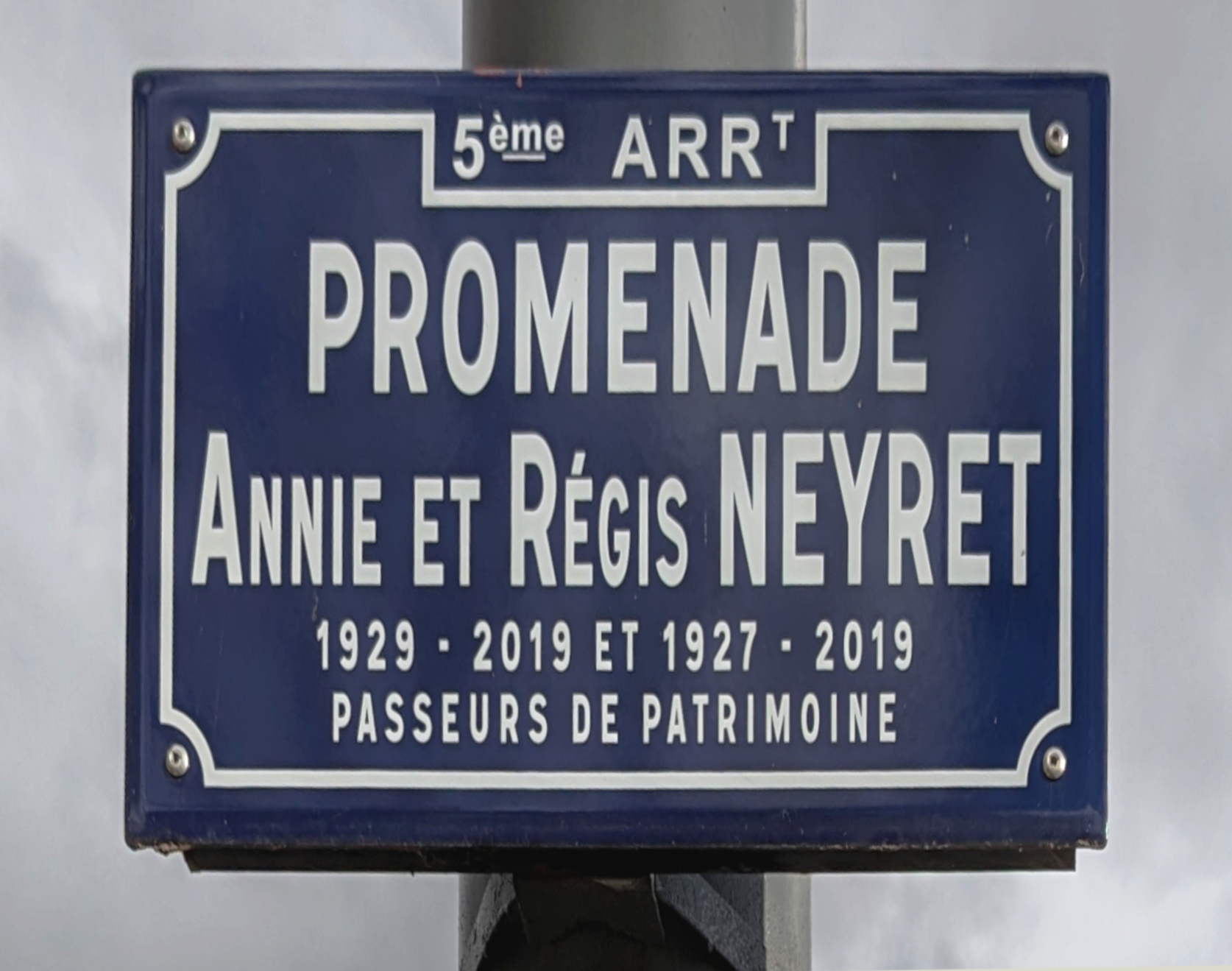
Panneau de la Promenade Annie-et-Régis-Neyret à Lyon.

Régis Neyret est réputé avoir, avec son épouse Annie, été la figure médiatique des « sauveurs du Vieux-Lyon » : le quartier, paupérisé et insalubre, était menacé par les destructions modernistes de Louis Pradel. « La Renaissance du Vieux-Lyon », association créée en 1946, présidée par Régis Neyret à partir de 1961, s'y opposa fermement et obtint pour ce quartier la création du premier secteur sauvegardé français par André Malraux (1962). 
Il fut également directeur d'une maison d'édition ; président de Patrimoine Rhônalpin (fédération d'associations de valorisation du patrimoine) ; membre du groupe de travail pour la constitution du dossier de candidature de Lyon pour l'inscription du site historique au Patrimoine mondial de l'UNESCO, inscription obtenue en 1998, avec l'appui de Raymond Barre et de La Renaissance du Vieux Lyon ; et chroniqueur dans l'hebdomadaire Lyon Capitale.
Le 4 mai 2004 il est élu membre titulaire de l'académie des Sciences, Belles-Lettres et Arts de Lyon.

## Œuvres
- Le patrimoine atout de développement, Presses Universitaires de Lyon, 1992
- Avec Jean-Luc Chavent,  100 monuments reconvertis, Éditions Patrimoine Rhônalpin, 1993
- Les trois Audin, Lyon, 1993, Musée de l'imprimerie et de la banque
- Héritage Rhône-Alpes, Glénat, 1994 (photos de Florence Lelong)
- Le livre de Lyon : Lugdunoscopie, Éditions Lug, 1995  (ISBN 978-2910979003)
- Avec Jean-Luc Chavent, Lyon méconnu, Éditions Lyonnaises Art et Histoire - 1996-1997 (en trois volumes)
- Guide historique de Lyon, Éditions Tricorne, Genève, et ELAH
- Le site historique de Lyon, Éditions Dauphiné Libéré, 1999
- Lugdunoscope, le tour de Lyon en 80 chapitres, Éditions ELAH, 2000
- Lyon 25 siècles de confluences, Éditions de l'Imprimerie Nationale, 2001
- Avec Micheline Colin, Lyon, ville ouverte, 2003
- Avec André Pelletier, Lyon et ses musées : département du Rhône, Grand Lyon, guide, 2011
- Avec Corinne Poirieux, Lyon méconnu : secret, insolite, caché, occulte, rebelle, mystérieux... 2011